# Cnemidophorus rostralis
Cnemidophorus rostralis là một loài thằn lằn trong họ Teiidae. Loài này được Ugueto & Harvey mô tả khoa học đầu tiên năm 2010.